# 董建国
董建国（1967年11月—），男，汉族，山东定陶人，中华人民共和国政治人物，曾任住房和城乡建设部副部长。

## 生平
曾任重庆市国土资源和房屋管理局党组书记、局长，重庆市发展和改革委员会党组书记、主任，重庆市粮食局局长（兼），重庆市人民政府党组成员、副市长。
2023年1月，任住房和城乡建设部副部长。